# Образователни цели
Образователни цели (на английски: Educational objectives) Learning: A Guidebook of Principles, Procedures and Practices дава следното кратко обяснение на термина „educational objectives“ – излагане, отчет на резултати, от планирани образователни проекти или програми.

## Същност на образователните цели
Образователните цели (ОЦ) представляват резултат, следствие от стратегиите и методите прилагани в обучението. Те определят ясно и точно какво ще се прави и как ще се направи, т.е. задават скелето на процеса на обучение.

## Класификация на образователните цели
Според Таксономията на Блум, ОЦ се класифицират в три области:
1.	Познавателна
•	знание;
•	разбиране;
•	приложение;
•	анализ;
•	синтез;
•	оценка.
2.	Сензитивна
•	възприемане;
•	отговор;
•	оценяване;
•	организация;
•	комплексно поведение.
3.	Психомоторна
•	рефлекси;
•	основни движения;
•	способност за възприемане;
•	физически способности;
•	сръчност;
•	системна комуникация.[източник? (Поискан днес)]

## Критерии на ОЦ
Основните критерии, на които трябва да отговаря описанието на ОЦ, са:
1.	Реалистичност
•	да определят голяма част от решенията на проблемите;
•	да определят приоритетите;
•	да са постижими.
2.	Яснота
•	към кого са насочени;
•	начини за постигане на крайния резултат;
•	каква степен от постигането на крайния резултат ще се счита за успех.[източник? (Поискан днес)]

## Шаблони за описване на ОЦ
SMART
Specific (Специфични)
Measurable (Измерими)
Appropriate (Подходящи)
Realistic (Реалистични)
Timebound (Ограничени във времето)
ABCD
Audience (Публика)
Behavior (Поведение)
Conditions (Условия)
Degree (Степен)[източник? (Поискан днес)]

## Интересни статии по темата
- Bloom’s Taxonomy – класификация на ОЦ Архив на оригинала от 2009-04-29 в Wayback Machine.
- За главните категории от класификацията на ОЦ
- Bloom's Taxonomy of the Cognitive Domain (класификация на ОЦ в познавателната област) в систематизиран табличен вид Архив на оригинала от 2009-03-04 в Wayback Machine.
- Статия, подпомагаща разбирането и определяне на ОЦ Архив на оригинала от 2009-02-09 в Wayback Machine.
- Материалът описва начините за определяне на ОЦ Архив на оригинала от 2008-05-17 в Wayback Machine.